# قلعه قلات جناح
 قلعه قلات جناح قلعه‌ای تاریخی واقع در روی تپه ای در نزدیکی شهر جناح در بخش جناح شهرستان بستک در غرب استان هرمزگان، یکی از آثارهای تاریخی و از نقاط دیدنی استان هرمزگان در جنوب ایران است. 
«قلعه قلات جناح» یکی از قلعه‌های مهم منطقه بوده‌است در دوران گذشته، چنان‌که از آثار باقی مانده قلعه نمایان است. این قلعه یکی از محکمترین قلاع بستک بوده‌است. آثار این دژ برفراز کوه باقی مانده‌است.

## مصالح ساختمان
مصالح به کاررفته، سنگ‌های بزرگ و ملاط آن گِل و گچ و ساروج است. 
متأسفانه در اثر بی توجهی مسؤولین و به مرور زمان قلعه به‌طور کامل ویرانه شده‌است، و فقط قسمتی از دیوار شمالی قلعه باقی مانده‌است. خرابه‌ها وآثارهای شالدهای باقی مانده نشان می‌دهد که قلعه‌ای بسیار مستحکمی بوده‌است.